# Mistrzostwa Oceanii w Judo 1965
1. Mistrzostwa Oceanii w judo odbywały się w 1965 roku w Auckland. W tabeli medalowej tryumfowali zapaśnicy z Nowej Zelandii.

## Klasyfikacja medalowa
| Miejsce | Państwo       |   |   |   | Razem |
| ------- | ------------- | - | - | - | ----- |
| 1       | Nowa Zelandia | 3 | 1 | 0 | 4     |
| 2       | Australia     | 0 | 2 | 0 | 2     |
| Razem   | Razem         | 3 | 3 | 0 | 6     |

## Medaliści

### Mężczyźni
| Konkurencja: | Złoto:         | Srebro:              | Brąz: |
| waga lekka   | John Burke     | Armando Infantino    | ----  |
| waga średnia | Bruce McCoombe | David Delay          | ----  |
| waga ciężka  | John Oosterman | Theodore Boronovskis | ----  |